# サボル (クロアチア議会)
サボル（クロアチア語: Hrvatski sabor / Sabor、英語: Croatian Parliament）は、クロアチアの立法府である。

## 概要
一院制で定数151名、任期4年である。